# Rodrigo Guth
Rodrigo Guth, né le 10 novembre 2000 à Curitiba, est un footballeur brésilien qui évolue au poste de défenseur central au Fortuna Sittard.

## Biographie

### Carrière en club
Initialement formé au Coritiba FC, dans sa ville natale, Guth rejoint le centre de formation de l'Atalanta à l'été 2017, auréolé du statut de champion continental avec,. Il devient un titulaire indiscutable avec l'équipe primavera bergamasque, avec qui il remporte plusieurs titres nationaux et participe à l'UEFA Youth League 2019-2020. Il intègre l'équipe senior à plusieurs reprises à l'été 2020, sans toutefois sortir du banc,.
Le 5 octobre 2020, il rejoint le club de Serie B du Pescara en prêt. Il fait ses débuts pour Pescara en coupe d'Italie contre Parme, débutant ensuite en Serie B le 2 novembre 2020 lors d'un match contre le Lecce et s'imposant dans la rotation au gré notamment des blessures de Mirko Drudi (it).

### Carrière en sélection
International avec l'équipe du Brésil des moins de 17 ans, il participe au parcours victorieux en Championnat sud-américain 2017 et à la Coupe du Monde de la même année, où il participe à la victoire en petite finale contre le Mali,.
Né au Brésil, Guth possède également la nationalité allemande.

## Palmarès

### En club
| Atalanta Bergame Calcio - Championnat d'Italie Primavera - Champion en 2018-2019, 2019-2020 - Supercoupe d'Italie Primavera - Vainqueur en 2019 |

## Statistiques
| Saison                | Club                  | Championnat           | Championnat | Championnat | Championnat | Coupe(s) nationale(s) | Coupe(s) nationale(s) | Coupe(s) nationale(s) | Compétition(s) continentale(s) | Compétition(s) continentale(s) | Compétition(s) continentale(s) | Compétition(s) continentale(s) | Total | Total | Total |
| Saison                | Club                  | Division              | M.          | B.          | P.d.        | M.                    | B.                    | P.d.                  | Comp.                          | M.                             | B.                             | P.d.                           | M.    | B.    | P.d.  |
| 2020-2021             | Pescara (prêt)        | Série B               | 24          | 0           | 0           | 1                     | 0                     | 0                     | -                              | -                              | -                              | -                              | 25    | 0     | 0     |
| 2021-2022             | NEC Nimègue (prêt)    | Eredivisie            | 20          | 1           | 0           | 4                     | 0                     | 0                     | -                              | -                              | -                              | -                              | 24    | 1     | 0     |
| Sous-total            | Sous-total            | Sous-total            | 44          | 1           | 0           | 5                     | 0                     | 0                     | -                              | 0                              | 0                              | 0                              | 49    | 1     | 0     |
| 2022-2023             | Fortuna Sittard       | Eredivisie            | 29          | 1           | 0           | 1                     | 1                     | 0                     | -                              | -                              | -                              | -                              | 30    | 2     | 0     |
| Sous-total            | Sous-total            | Sous-total            | 29          | 1           | 0           | 1                     | 1                     | 0                     | -                              | 0                              | 0                              | 0                              | 30    | 2     | 0     |
| Total sur la carrière | Total sur la carrière | Total sur la carrière | 73          | 2           | 0           | 6                     | 1                     | 0                     | -                              | 0                              | 0                              | 0                              | 79    | 3     | 0     |

### En sélection
| Brésil -17 ans - Championnat sud-américain des moins de 17 ans - Vainqueur en 2017 - Coupe du monde des moins de 17 ans - Troisième en 2017 |